# Luka Škaričić
Luka Škaričić (Spalato, 28 gennaio 2002) è un calciatore croato, difensore del Varaždin.

## Carriera

### Club
Cresciuto nell'Hajduk Spalato, esordisce nell'Hajduk Spalato II il 14 agosto 2020 subentrando, al posto di Matija Burin, nella partita di 2. HNL persa 2-1 in casa dell'Opatija. Il 12 settembre dello stesso anno rinnova il suo contratto con i Bili fino al 30 giugno 2024.
L'8 maggio 2021, disputa da titolare il match vinto contro i pari età della Dinamo Zagabria (0-1), contribuendo alla vittoria che regala con due giornate di anticipo il campionato di categoria alla U-19 dell'Hajduk.
Il 2 febbraio 2022 viene ceduto in prestito al Varaždin militante nel campionato cadetto. Il 20 luglio 2023 viene acquistato a titolo definitivo dal Varaždin.

## Statistiche

### Cronologia presenze e reti in nazionale
| Cronologia completa delle presenze e delle reti in nazionale ― Croazia under 20 | Cronologia completa delle presenze e delle reti in nazionale ― Croazia under 20 | Cronologia completa delle presenze e delle reti in nazionale ― Croazia under 20 | Cronologia completa delle presenze e delle reti in nazionale ― Croazia under 20 | Cronologia completa delle presenze e delle reti in nazionale ― Croazia under 20 | Cronologia completa delle presenze e delle reti in nazionale ― Croazia under 20 | Cronologia completa delle presenze e delle reti in nazionale ― Croazia under 20 | Cronologia completa delle presenze e delle reti in nazionale ― Croazia under 20 |
| Data                                                                            | Città                                                                           | In casa                                                                         | Risultato                                                                       | Ospiti                                                                          | Competizione                                                                    | Reti                                                                            | Note                                                                            |
| ------------------------------------------------------------------------------- | ------------------------------------------------------------------------------- | ------------------------------------------------------------------------------- | ------------------------------------------------------------------------------- | ------------------------------------------------------------------------------- | ------------------------------------------------------------------------------- | ------------------------------------------------------------------------------- | ------------------------------------------------------------------------------- |
| 26-3-2021                                                                       | Zagabria                                                                        | Croazia under 20                                                                | 4 – 1                                                                           | Turchia under 20                                                                | Amichevole                                                                      | -                                                                               | 73’                                                                             |
| 4-6-2021                                                                        | Velika Gorica                                                                   | Croazia under 20                                                                | 1 – 0                                                                           | Qatar under 20                                                                  | Amichevole                                                                      | -                                                                               | 51’                                                                             |
| 23-3-2022                                                                       | Dubai                                                                           | Giappone under 20                                                               | 1 – 0                                                                           | Croazia under 20                                                                | Amichevole                                                                      | -                                                                               |                                                                                 |
| 26-3-2022                                                                       | Dubai                                                                           | Vietnam under 20                                                                | 0 – 1                                                                           | Croazia under 20                                                                | Amichevole                                                                      | -                                                                               | 4’ 80’                                                                          |
| 22-9-2022                                                                       | Čakovec                                                                         | Croazia under 20                                                                | 1 – 1                                                                           | Arabia Saudita under 20                                                         | Amichevole                                                                      | -                                                                               | cap.                                                                            |
| 25-9-2022                                                                       | Čakovec                                                                         | Croazia under 20                                                                | 3 – 1                                                                           | Albania under 20                                                                | Amichevole                                                                      | -                                                                               | cap. 60’                                                                        |
| Totale                                                                          |                                                                                 | Presenze                                                                        | 6                                                                               |                                                                                 | Reti                                                                            | 0                                                                               |                                                                                 |

| Cronologia completa delle presenze e delle reti in nazionale ― Croazia under 19 | Cronologia completa delle presenze e delle reti in nazionale ― Croazia under 19 | Cronologia completa delle presenze e delle reti in nazionale ― Croazia under 19 | Cronologia completa delle presenze e delle reti in nazionale ― Croazia under 19 | Cronologia completa delle presenze e delle reti in nazionale ― Croazia under 19 | Cronologia completa delle presenze e delle reti in nazionale ― Croazia under 19 | Cronologia completa delle presenze e delle reti in nazionale ― Croazia under 19 | Cronologia completa delle presenze e delle reti in nazionale ― Croazia under 19 |
| Data                                                                            | Città                                                                           | In casa                                                                         | Risultato                                                                       | Ospiti                                                                          | Competizione                                                                    | Reti                                                                            | Note                                                                            |
| ------------------------------------------------------------------------------- | ------------------------------------------------------------------------------- | ------------------------------------------------------------------------------- | ------------------------------------------------------------------------------- | ------------------------------------------------------------------------------- | ------------------------------------------------------------------------------- | ------------------------------------------------------------------------------- | ------------------------------------------------------------------------------- |
| 18-2-2020                                                                       | Medolino                                                                        | Croazia under 19                                                                | 4 – 0                                                                           | Austria under 19                                                                | Amichevole                                                                      | -                                                                               |                                                                                 |
| 2-9-2020                                                                        | Sveti Martin na Muri                                                            | Croazia under 19                                                                | 3 – 2                                                                           | Bulgaria under 19                                                               | Amichevole                                                                      | -                                                                               | 46’                                                                             |
| 5-9-2020                                                                        | Nedelišće                                                                       | Croazia under 19                                                                | 4 – 3                                                                           | Arabia Saudita under 19                                                         | Amichevole                                                                      | -                                                                               | 65’                                                                             |
| 8-9-2020                                                                        | Čakovec                                                                         | Croazia under 19                                                                | 7 – 1                                                                           | Indonesia under 19                                                              | Amichevole                                                                      | -                                                                               | 46’                                                                             |
| 17-2-2021                                                                       | Szombathely                                                                     | Ungheria under 19                                                               | 2 – 2                                                                           | Croazia under 19                                                                | Amichevole                                                                      | -                                                                               | cap. 60’                                                                        |
| Totale                                                                          |                                                                                 | Presenze                                                                        | 5                                                                               |                                                                                 | Reti                                                                            | 0                                                                               |                                                                                 |

## Palmarès

### Club

#### Competizioni giovanili
- Juniorsko prvenstvo Hrvatske u nogometu: 1

Hajduk Spalato: 2020-2021

#### Competizioni nazionali
- Druga hrvatska nogometna liga: 1

Varaždin: 2021-2022